# Alysha Koloi
Alysha Koloi (8 settembre 2001) è una tuffatrice australiana, specializzata nella piattaforma.

## Biografia
Ha rappresentato l'Australia ai Giochi olimpici giovanili di Buenos Aires 2018, dove ha concluso all'ultimo posto nel trampolino 3 m.
Ai mondiali di Doha 2024 ha vinto la medaglia d'oro nel trampolino 1 m, precedendo sul podio la britannica Grace Reid e l'egiziana Maha Amer.

## Palmarès
- Mondiali

Doha 2024: oro nel trampolino 1 m